# IBM Almaden Research Center
IBM Almaden Research Center — исследовательский центр компании IBM. Одна из восьми лабораторий входящих в IBM Research. Алмаден расположен в Сан-Хосе на площади в 690 акров.
В истории исследовательского центра много знаменательных открытий, одно из них — создание нового понятия структурирования информации известное как — реляционные базы данных.
Численность персонала составляет 400 исследователей, среди которых есть и приглашенные учёные.
Основные направления исследований в центре являются фундаментальные науки, нанотехнологии; также компьютерные науки в областях управления контентом, программирование, создание сервис-ориентированных информационных архитектур.

## Наука и техника
Научно-технический центр разрабатывает новые технологии, которые являются критическими для бизнеса IBM и которые позволяют глубже понять основные направления развития науки и техники. Одним из приоритетных направлений являются исследования химических материалов полупроводников. Также проводятся исследования энергонезависимых ячеек памяти на основе магнитных туннельных переходов и органической электроники. В исследовательском центре учёные также проводят изыскания в научных областях, направленных на расширение знаний для дальнейшего роста основных ИТ-отраслей и создания базы для новых ИТ-парадигм. В лаборатории находится специализированный сканирующий туннельный микроскоп, который используется для перемещения и позиционирования отдельных атомов.